# Kankuamos
Les Kankuamos sont une ethnie indigène de la Colombie. Ils sont dénommés « gardiens de l'équilibre du monde ». Ce peuple amérindien, de la famille des Chibchas, vit principalement dans le département de Cesar situé dans le nord-est de la Colombie, dans la Sierra Nevada de Santa Marta, massif montagneux de la cordillère des Andes.
46,6 % des  Kankuamos vivent dans une réserve indigène. Le kankuí, leur langue ethnique, est en voie de disparition. Ils communiquent généralement en espagnol.
Cette communauté précolombienne est décimée par les colons espagnols au XVIe siècle, mais elle parvient à survivre par sa force de résistance pacifique et son attachement à sa culture ethnique. L'existence des Kankuamos est à nouveau mise en danger, au XXe siècle, par les conflits sanglants de groupes armés. Au XXIe siècle, une réserve indigène est créée sur les contreforts de la Sierra Nevada de Santa Marta, puis des villages sont construits autour du massif montagneux. Cependant, cette zone attire l'intérêt de nombreux investisseurs.

## Autres dénominations
Les Kankuamos sont aussi appelés : Kankuaka, Kankui, ou Kankuané.

## Population
Les Kankuamos, un des quatre principaux peuples indigènes habitant la Sierra Nevada de Santa Marta, dont les Arhuacos, les Wiwas et les Kogis, atteignent, selon le recensement de 2018 du DANE, 19,8 % de la population de ces quatre peuples vivant majoritairement sur la chaîne côtière.
Ce recensement dénombre 7 652 Kankuamos habitant dans un siège municipal (« cabacera municipal ») et 7 915 dans une réserve indigène, soit au total 16 986 personnes.

## Répartition géographique
En 2018, 95 % des Kankuamos vivent dans le département du Cesar, dans la Sierra Nevada de Santa Marta, dont 88,5 % se concentrent à Valledupar, la capitale du Cesar, et 1,5 % dans La Guajira, autre département de ces massifs montagneux. 1,6 % vit à Bogota (« Bogotá D.C. ») et 1,9 % dans d'autres départements.
53,4 % des Kankuamos habitent hors d'une réserve indigène, soit 4 784 femmes et 4 287 hommes.
46,6 % vivent dans une réserve, soit 3 836 femmes et 4 079 hommes.

## Langues et instruction
La langue ethnique de ce peuple est le kankuí, qui appartient à la filiation des langues chibchanes de la famille des langues amérindiennes. Toutefois, bien que le gouvernement colombien ait fait des efforts afin de le maintenir vivant, cet idiome est en voie d'extinction,. 95,6 % des Kankuamos ne parle pas le kankuí ; ils communiquent principalement en espagnol,.
Lors du recensement de 2018, on dénombre 92,6 % des Kankuamos sachant lire et écrire.

## Histoire
Les colons espagnols, au XVIe siècle, arrivent sur le territoire où vivent des tribus indigènes, dont les Kankuamos, de la famille des Chibchas (ou Muiscas), et les Tayronas. Ces communautés précolombiennes sont décimées et conquises. Les Espagnols implantent sur ce territoire diverses colonies. Le mode de vie et les coutumes des Kankuamos subissent alors un affaiblissement considérable. Toutefois, soutenus par les autres peuples autochtones de la Sierra Nevada de Santa Marta et grâce à des aides institutionnelles, ils entament un processus exemplaire de revendication ethnique, de survie culturelle et de résistance pacifique.
Le peuple des Kankuamos, communauté autochtone, a adopté en tant que stratégie de survie l'isolement, ce qui lui permet d'avoir très peu de contacts avec d'autres populations. Cependant, les Kankuamos sont  très affectés par le conflit armé de « La Violencia », qui sévit en Colombie de 1948 à 1957. Dans les années 1990, la Sierra Nevada de Santa Marta devient le théâtre de batailles sanglantes entre guérilleros, narcotrafiquants et paramilitaires. Les Kankuamos sont durement touchés par les affrontements de ces groupes armés. Ils subissent des assassinats, des enrôlements forcés de jeunes et sont contraints à des déplacements. La survie physique et culturelle du peuple est alors gravement mise en danger.
Le territoire des Kankuamos est légalement reconnu, en 2003, par la résolution no 12 de l'ancien Institut colombien de réforme agraire (INCORA) créant une réserve indigène sur les contreforts de la Sierra Nevada de Santa Marta d'une superficie de 24 500 hectares et octroyant aux communautés autochtones un terrain dans la plaine, proche de Valledupar.

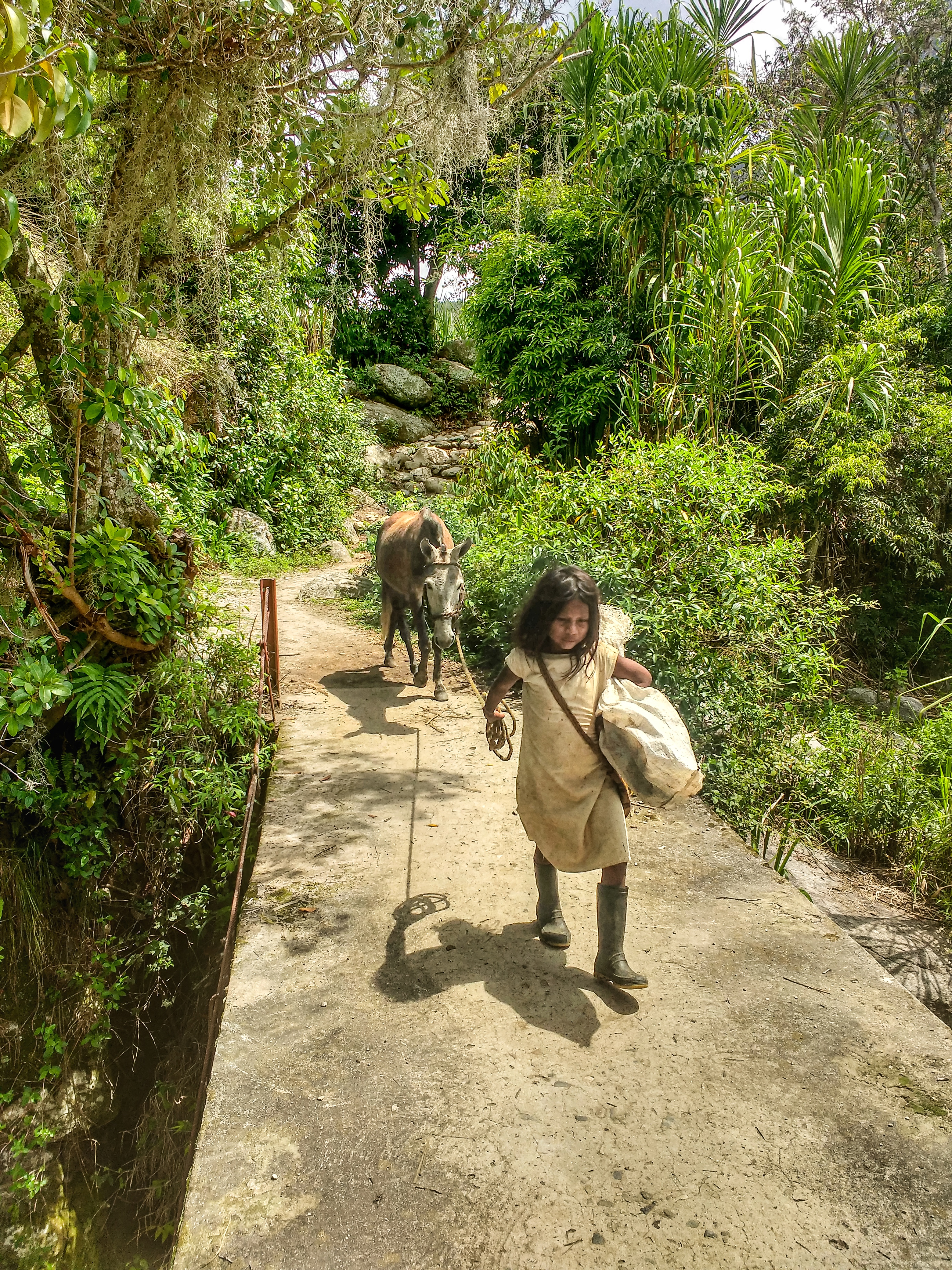
Chemesquemena, un village d'une communauté kankuama

La Sierra Nevada de Santa Marta étant une zone prioritaire dans le cadre de la sécurité démocratique, le président Álvaro Uribe Vélez lance, en 2007, le programme « Ceinture environnementale et traditionnelle de la Sierra Nevada de Santa Marta » (« Cordón ambiental y tradicional de la Sierra Nevada de Santa Marta »), soit la construction d'une dizaine de villages indigènes autour du massif montagneux. Son objectif est « de fournir les services publics élémentaires de l'État aux populations indigènes de la région, tout en assurant la permanence culturelle de ces groupes et en veillant à la préservation de leur environnement et de leurs richesses naturelles ». De nouvelles terres sont octroyées préalablement aux communautés pour la construction de ces villages.
« Cette zone occupe une position trop stratégique du point de vue du développement économique pour que la majeure partie de son territoire soit confiée aux Indiens ». En 2010, à « l'arrivée du  président Juan Manuel Santos à la tête du gouvernement, les annonces se multiplient pour fomenter le potentiel touristique et agro-industriel de la région ». Les Kankuamos sont les plus durement touchés par les conflits qu'engendrent « les intérêts économiques qui s'affrontent pour le contrôle du territoire ». La reprise des territoires aux guérilleros et aux narcotrafiquants ainsi que la sécurisation de la zone par l'État colombien sont tout d'abord favorables aux indigènes ; toutefois, de nombreux investisseurs s'intéressent particulièrement à « des projets d'ampleur considérable, barrages hydroélectriques, exploitations minières à ciel ouvert, organisation du tourisme... ».

## Situation politique

### Organisation politique et autorités indigènes
Les Kankuamos se sont organisés, avec trois autres peuples apparentés vivant également sur les versants de la Sierra Nevada de Santa Marta, les Arhuacos, les Kogis et les Wiwas, soit une population totale de plus de 30 000 personnes, en mouvements politiques importants pour défendre leurs droits.
Lors de la Conférence internationale sur « la discrimination des populations autochtones d'Amérique », tenue à Genève en 1977, les indigènes non seulement dénoncent la violation de leurs droits mais revendiquent « la qualité de peuples et de nations et non de minorités ethniques ».
Avec la promulgation de la Constitution colombienne de 1991, les Kankuamos peuvent constater que les nouvelles lois leur permettent de conserver leur identité autochtone, d'élire des représentants politiques, de recevoir des « ressources économiques qui étaient auparavant gérées par des politiciens ayant d'autres intérêts » et d'élargir le territoire de leurs réserves indigènes.
Bien que les États doivent rechercher le consentement des peuples autochtones relativement aux décisions à prendre, en pratique, il s'agit en réalité d'une « consultation rehaussée et, dans le cas colombien, fortement institutionnalisée. La question demeure de savoir si la consultation préalable est efficace lorsqu'il s'agit de défendre les droits des peuples ou si elle n'est qu'une étape supplémentaire dans la bureaucratie étatique ». Des stratégies mises en place dans la Sierra Nevada de Santa Marta par les peuples Kankuamos, Arhuacos, Kogis et Wiwas « montrent les intersections entre ces droits et diverses mobilisations politiques ».
L'organisation indigène Kamkwamo (OIK) représente le peuple Kankuamo.

### Entités territoriales indigènes
Les Kankuamos et les trois autres peuples indigènes vivant sur les versants de la Sierra Nevada de Santa Marta, les Arhuacos, les Kogis et les Wiwas, devenus acteurs politiques à part entière, revendiquent le droit de participer aux prises de décisions concernant leur territoire, celui-ci étant le seul territoire ancestral officiellement reconnu par l'État colombien.
« Afin de favoriser la concertation entre les parties prenantes et de mettre en œuvre des projets de développement et d'aménagements territoriaux, des acteurs institutionnels (gouvernementaux et non gouvernementaux ) ont tenté de mettre en place un système de gouvernance territoriale ». Selon la répartition des terres, chacun des parcs, chacune des réserves et entités territoriales, dont les zones géographiques se superposent, disposent de leurs propres instruments d'aménagement territorial. Les peuples indigènes de la Sierra Nevada de Santa Marta « remettent en question ces instruments, déclarant qu'ils ne tiennent pas compte des valeurs ancestrales de ce territoire, nuisant ainsi au caractère sacré de leur site et à la survie de leur culture ».

### Soutiens institutionnels et associatifs
Tchendukua Ici et Ailleurs, association loi de 1901, fondée en 1997, agit en Colombie, entre autres, avec les chefs spirituels et les représentants juridiques autochtones des communautés Kankuamos, Arhuacos, Kogis et Wiwas. Tchendukua relate que ces quatre peuples indigènes, en 2021, réaffirment la défense de leurs territoires et rejettent la décision du gouvernement colombien de mettre en œuvre, une fois encore, des pulvérisations aériennes de glyphosate. Les autorités indigènes indiquent : « depuis les années 1970, nos territoires ont été fumigés au glyphosate et nos cultures ont été empoisonnées, ils ont voulu nous enlever notre souveraineté alimentaire et cela a également des effets néfastes sur la santé de nos peuples ».
L'« Organización Indígena Atánquez Libre », qui s'est rapprochée des autorités municipales, défend le développement d'une activité agricole couvrant « la totalité de la réserve, ainsi que la commercialisation de l'intégralité des produits tirés de cette activité ».
Lors de la conférence de presse du 28 octobre 2022, au Palais des Nations, à Genève, Ron Redmond, le porte parole du Haut Commissariat des Nations unies pour les réfugiés (HCR), déclare que dans la Sierra Nevada de Santa Marta, « quatre groupes indigènes (Wiwas, Kogis, Kankuamos et Arhuacos) luttent pour survivre et défendre leur culture. Pris entre différents groupes armés en lutte pour le contrôle de cette région stratégique, la vie et l'héritage des populations de la Sierra Nevada sont menacés ».
Pour les Amérindiens, la Sierra Nevada de Santa Marta est entourée par une « ligne noire invisible qui relie les sites sacrés de leurs ancêtres et délimite leur territoire, explique l'ONG Survival International qui défend les peuples de la planète ».

## Culture, croyances, rituels et religion

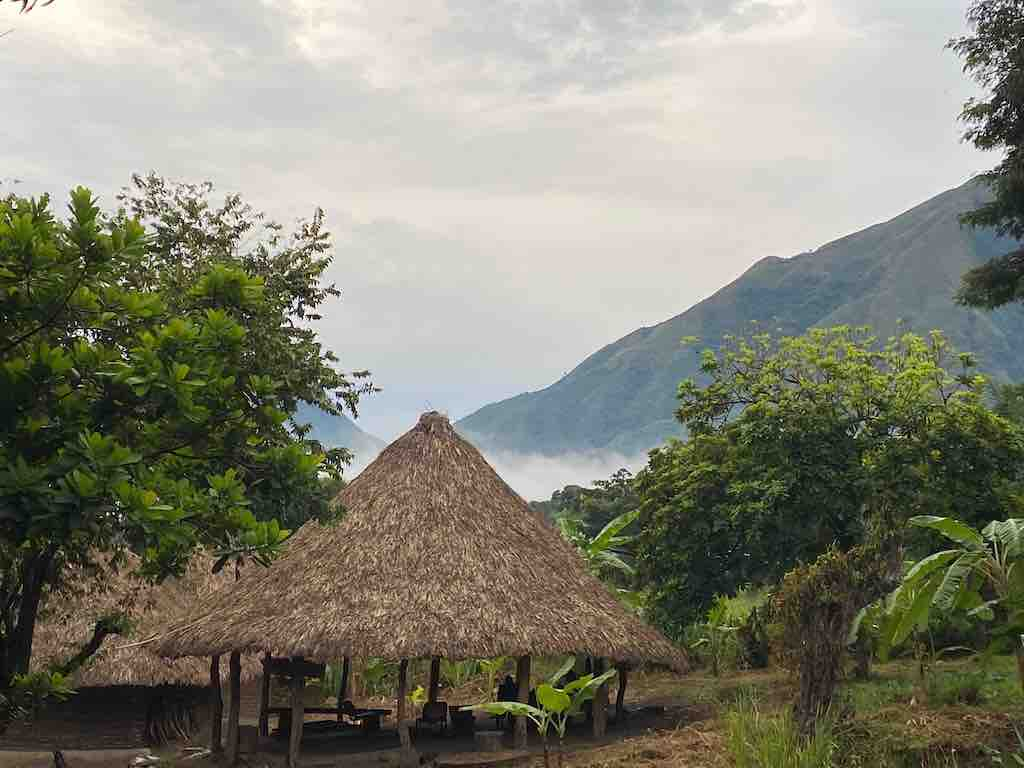
Salle de lecture de la bibliothèque publique sur le territoire des Kankuamos

Les Kankuamos sont appelés « gardiens de l'équilibre du monde » (« guardianos del equilibrio del mundo »).
Quatre peuples autochtones de la Sierra Nevada de Santa Marta : les Arhuacos, les Kankuamos, les Kogis et les Wiwas, voient leur système ancestral de connaissances inscrit en 2022 sur la Liste représentative du patrimoine culturel immatériel de l'humanité de l'UNESCO. « Ce système définit les missions sacrées concernant l'harmonie des quatre peuples avec l'univers physique et spirituel ». Pendant de nombreuses années, des chefs indigènes, parmi lesquels les hommes sont appelés Mamos et les femmes Sagas, s'efforcent d'acquérir les compétences et la sensibilité nécessaires « pour communiquer avec les sommets enneigés, se connecter au savoir des rivières et décrypter les messages de la nature ». « Dans la culture occidentale, le Mamo serait à la fois un prêtre, un enseignant et un médecin ».
Ce système ancestral de connaissances, né de la Loi des origines, est basé sur une philosophie protégeant les relations entre les Hommes, la Nature et l'Univers. Ce savoir, transmis par les aïeux, prône la préservation des sites sacrés, des rites de baptême et de mariage, perpétue les danses et chants traditionnels et pérennise les offrandes aux puissances spirituelles.

### Cosmovision
Les Kankuamos, les Arhuacos, les Kogis et les Wiwas déclarent que « leur montagne, dans le nord de la cordillère des Andes, est le "centre du monde" et cherchent à préserver l'équilibre entre les hommes et la nature ». D'après le Ministère de la Culture colombienne, les sages de ces quatre peuples communiquent avec la montagne et les rivières. Ils se considèrent comme les grands frères de l'humanité et leur sagesse « joue un rôle fondamental pour garantir la protection de l'écosystème de la Sierra Nevada de Santa Marta face au tourisme de masse ».
La Sierra Nevada est la demeure sacrée des indigènes, « avec ses sources d'eau, son système montagneux, ses types de minéraux, ses espèces botaniques et ses animaux » constituant un « corps vivant entier qui est la relation de leur raisonnement logique avec la nature elle-même ». Dans un concept plus profond et plus sacré, les peuples de la Sierra Nevada expliquent qu'elle est le père et la mère de l'humanité. Les Mamos transmettent aux "jeunes frères" ce message : les lois du soleil sont « les forces du jour, de la santé et de la vie. Les lois de la lune sont les forces de la végétation, des moissons ; ce sont des forces de la nuit, des ténèbres, du silence, de la maladie et de la mort ». La loi naturelle est une loi simple, d'humilité, « c'est maintenir une richesse d'équilibre, à la fois spirituel et matériel ».

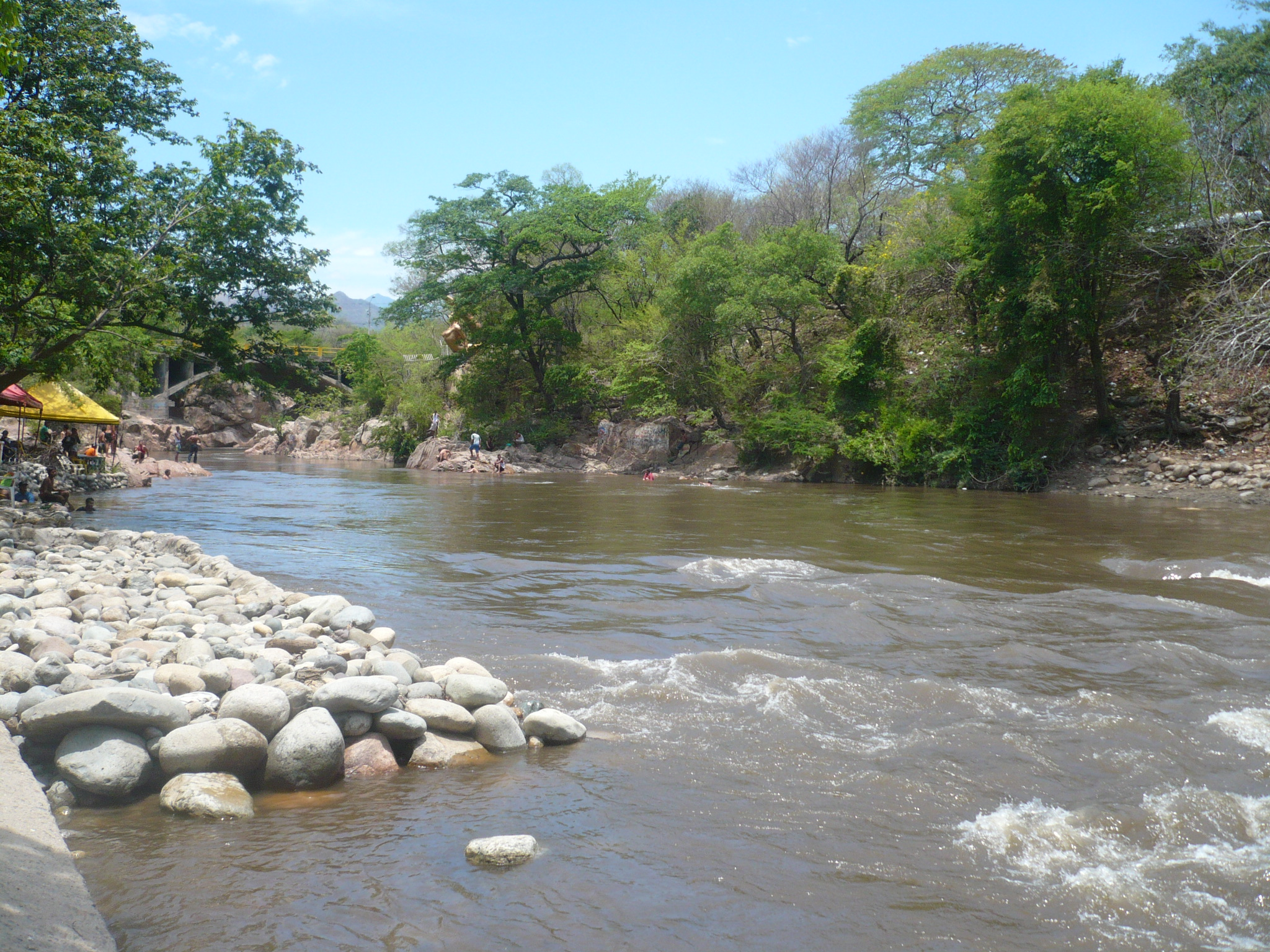
Le río Guatapurí à Valledupar

Sur le versant est de la Sierra Nevada de Santa Marta, le río Guatapurí trace la frontière entre les territoires respectifs des Kankuamos, Arhuacos, Kogis et Wiwas. « Selon leur histoire traditionnelle, chaque peuple de la Sierra Nevada possède une aire ancestrale spécifique qui constitue la base de sa culture, de sa survie et dont il a la responsabilité spirituelle ».

### Rituels
Afin de maintenir l'ordre universel, les Kankuamos, les Arhuacos, les Kogis et les Wiwas « doivent assurer la communication entre les sites sacrés qui composent leur territoire ancestral tout en rétribuant la nature, pour tout ce qu'elle offre, par des rituels qu'ils réalisent sur ces lieux ».
Dans la Sierra Nevada, il n'est pas rare de voir déambuler les membres de ces communautés ethniques, vêtus de leurs traditionnels habits blancs, avec des feuilles de coca dans la bouche et portant des sacs tissés, « tentant de maintenir l'ordre naturel du monde » grâce à leurs chants et leurs offrandes. Les parcours rituels, lors de la célébration locale de la Fête-Dieu, « marqués par des lieux nommés "pagamentos" (espaces traditionnels d'offrandes aux ancêtres) » constituent une véritable cartographie sacrée et, surtout, un puissant langage rituel « qui fonctionne comme une grille d'intelligibilité d'un schéma mémoriel dont la récurrence tourne autour d'un conflit douloureux avec l'extérieur toujours d'actualité ». La célébration de la Fête-Dieu réaffirme le mythe fondateur de la communauté et renforce, chaque année, un espace de travail collectif de mémoire indigène autour de l'invocation des ancêtres.

### Atánquez, centre du monde traditionnel des Kankuamos

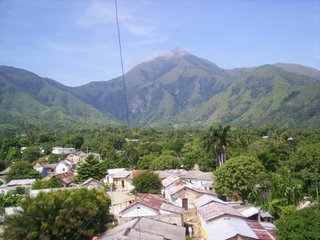
Vue panoramique d'Atánquez

Atánquez, aux rues pavées bordées de manguiers, est l'une des douze communautés kankuamas. Elle fut un bastion de la guérilla où les rebelles imposèrent leur loi et recrutèrent les Indiens. Les guérilleros transformèrent Atánquez en « un point de transit sur la route  de centaines de personnes kidnappées dans les savanes des Caraïbes et qu'ils emmenaient dans les montagnes tout en négociant leur sauvetage ».
Le village d'Atánquez, où se concentre la majeure partie de la population de la réserve, est devenu le centre sociopolitique et culturel du peuple indigène.

### Lutte contre le prosélytisme religieux
À la fin du XIXe siècle, la présence des missionnaires catholiques à Atanquez, « le centre du monde traditionnel des Kankuamos », fut à l'origine d'un processus d'abandon de la culture ethnique de ce peuple qui se trouva dans l'incapacité d'assurer la « préservation spirituelle » de son territoire. Les chefs spirituels de la communauté, les mamos, perdant peu à peu leur autorité, « des accords interethniques ont été passés afin de confier cette responsabilité à des familles kogis qui, poussées par la multiplication des fronts de colonisation sur le versant nord de la Sierra Nevada de Santa Marta où se trouvait leur territoire ancestral », vinrent chercher refuge sur le versant sud-est du massif, dans le bassin du fleuve Guatapurí. Ce groupe de Kogis fut chargé de la préservation des sites sacrés et des connaissances ancestrales des Kankuamos « jusqu'à ce que ces derniers puissent de nouveau en faire usage dans de meilleurs conditions culturelles et spirituelles ».

## Économie

### Économie traditionnelle, élevage, agriculture
Après l'installation des colons évangélisateurs, la vallée du bassin du fleuve Guatapurí attire les convoitises économiques des éleveurs de la Sierra Nevada, des familles aisées de la province de Santa Marta. L'élevage, largement pratiqué dans la Sierra Nevada depuis la fin du XVIIIe siècle, remplace progressivement l'agriculture. Pendant que les grandes familles d'éleveurs élargissent leurs domaines, une « inégalité de fait s'établit entre les sociétés indigènes et les non indigènes. La réforme agraire apporte un coup final à la propriété collective traditionnelle des Indiens de la région ».

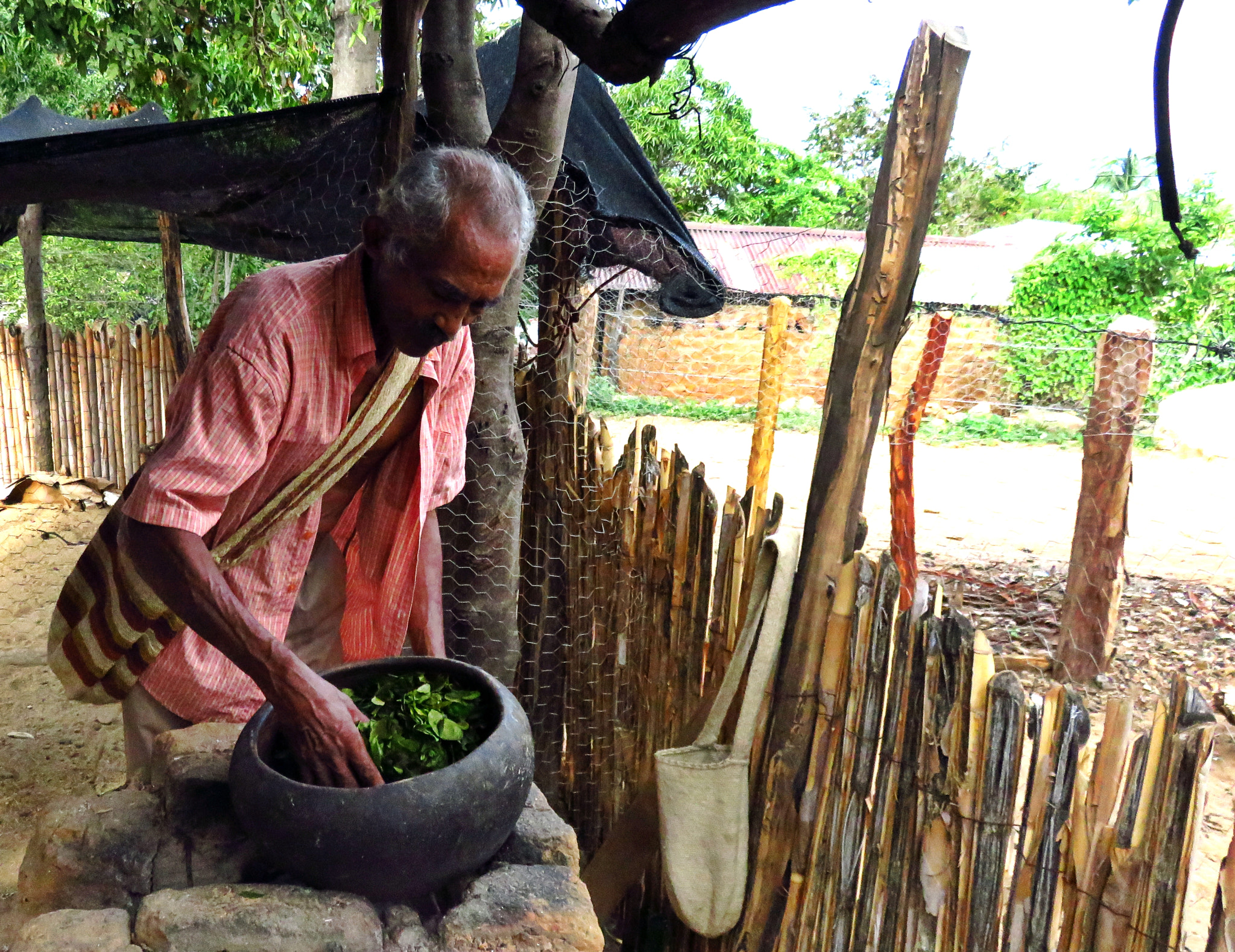
Préparation des feuilles de coca

Le système économique des Kankuamos est basé sur la possession individuelle d'animaux d'élevage et de terres à cultiver. Dans les basses terres, les hommes plantent des bananiers, des bananes plantains et des arbres fruitiers. Dans les hautes terres, ils cultivent des pommes de terre et des oignons.
La culture des feuilles de coca se pratique aussi bien dans les réserves indigènes que dans les parcs naturels. La feuille de coca joue un rôle important dans la vie quotidienne des Indiens de la Sierra Nevada ; elle est utilisée dans les offrandes et les cérémonies. « Chaque homme porte une petite bourse remplie de feuilles de coca qu'il mâche pour créer un léger effet stimulant. Lorsque deux hommes se rencontrent, ils échangent une poignée de feuilles en signe de respect mutuel ». Les indigènes transportent aussi une gourde évidée, le poporo, contenant une poudre de coquillages écrasés. Ils mélangent dans leur bouche un peu de cette poudre à la boule de coca afin que l'alcalinité des coquillages provoque une réaction avec la coca.

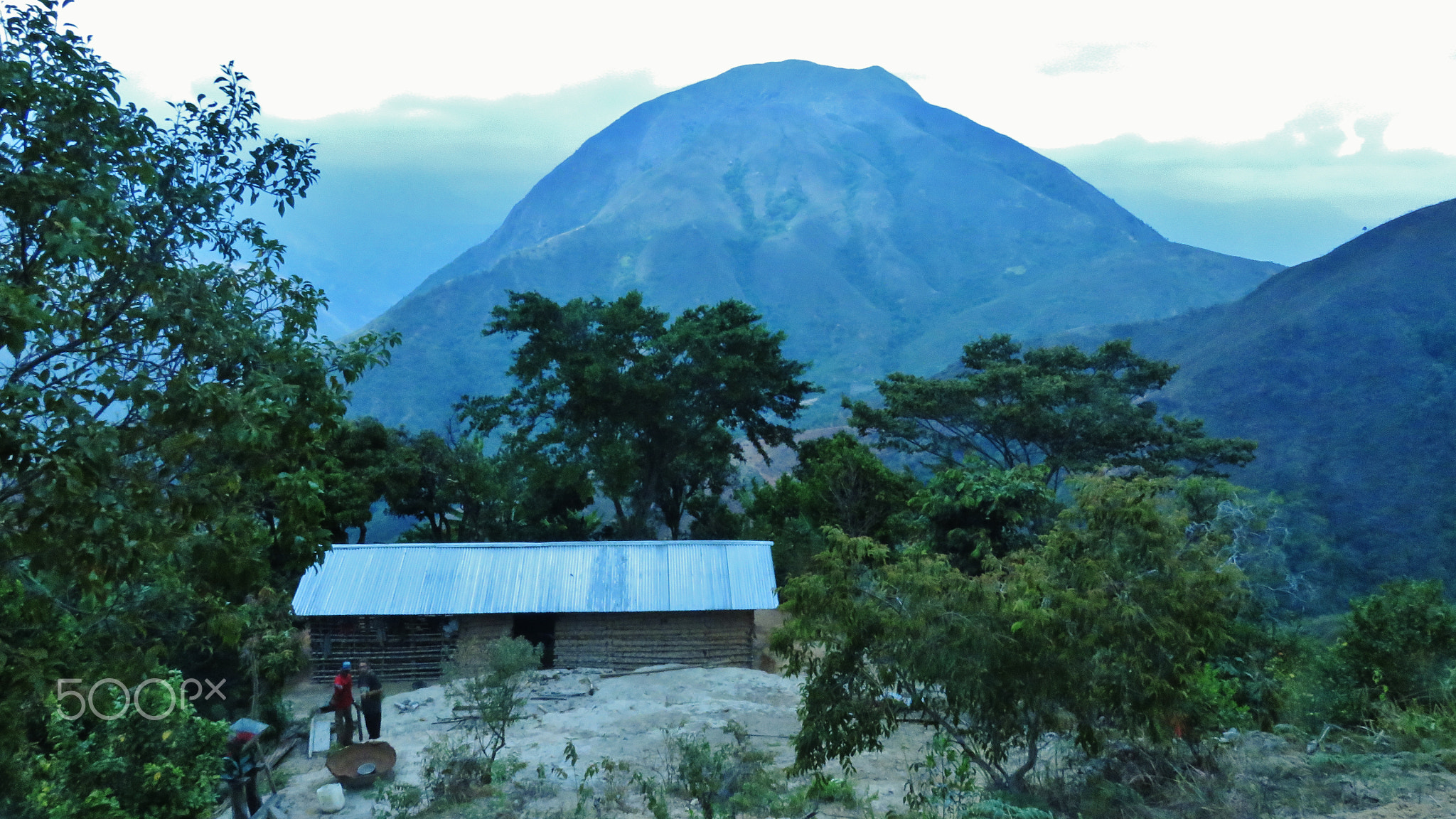
Maison kankuama

À des fins commerciales, les Kankuamos élèvent des poulets et des porcs.

### Artisanat
Des sacs à dos sont tissés manuellement par les femmes kankuamas, aidées par les membres de leur famille. Ils sont confectionnés soit en laine de mouton (noir, blanc, gris, marron), soit à partir de la fibre extraite de la tige du maguey teinte aux couleurs diverses de la flore de la Sierra Nevada de Santa Marta. Ces sacs à dos ont « obtenu l'une des deux marques collectives de Colombie de la Surintendance de l'Industrie et du Commerce ». Cette marque attribuée aux sacs à dos du peuple kankuamos équivaut à « un engagement de l'État colombien pour la protection de l'artisanat emblématique de la nation ».

### Habitat
80,1 % des Kankuamos vivent dans des maisons.